# Plath GmbH
PLATH GmbH és una empresa alemanya de mida mitjana activa internacionalment amb seu a Hamburg, que s’ha especialitzat en el camp de la radiovigilància militar i la localització per ràdio.

## Visió general
La seva àrea de negoci es troba dins l'àrea d'intel·ligència de comunicacions per a aplicacions tàctiques (COMMS ESM) i estratègiques (COMINT) per una banda, així com aplicacions per al control del trànsit marítim i per donar suport a la cerca i el rescat (Cerca i rescat) per l’altra. En associació amb diverses filials, PLATH GmbH cobreix tota la cadena de processos d’ intel·ligència de comunicació amb els seus productes i sistemes, des de sensors fins a l’anàlisi i avaluació de dades massives. PLATH GmbH dona feina a unes 180 persones i va aconseguir unes vendes de 45 milions d’euros durant l'exercici 2016. El 2009, Handelsblatt la va classificar a la 49a posició entre els cent futurs líders del mercat mundial i va ser classificada per VDI Nachrichten com a "Campió Ocult".

## Història
En 1837 David Filby, un fabricant d'instruments de Husum, va fundar una casa de comerç d'instruments nàutics i gràfics a Hamburg, que va ser adquirida per Carl Christian Plath d'Hamburg en 1862. El mateix any, Plath va vendre un taller d'instruments geodèsics i matemàtics a Johann Christian Dennert (1829-1920), amb el qual va començar la fundació de les obres de Dennert &amp; Pape Aristo. Es van seguir altres canvis de nom i fons, com ara Cassens & Bennecke, que des del 1909 va comercialitzar dispositius de navegació amb el nom de Cassens & Plath a Bremerhaven, o Weems and Plath a Annapolis, EUA, fins que C. Plath KG es va fundar el 1937. El 1950, C. Plath KG va crear un departament per al desenvolupament de que havia format part de la imatge del port d'Hamburg durant dècades. La direcció d’aquest departament va ser assumida per Maximilian Wächtler, que va ser pioner en el camp del posicionament per ràdio i la ràdio o La intel·ligència en telecomunicacions és vàlida (va rebre la medalla Rudolf Diesel) i tenia més de 60 patents en aquesta àrea.
Des d’aquest departament, amb la inclusió de parts del Signalgesellschaft fundat a Kiel el 1911, es va fundar C. Plath GmbH o PLATH GmbH actual. Avui, PLATH i les seves filials innoSysTec GmbH, PROCITEC GmbH, PLATH EFT GmbH, PLATH AG amb seu a Berna (Suïssa) i CYPP GmbH estan units sota el paraigua del grup PLATH. Actualment, el propietari majoritari és l'empresa familiar Handelsgesellschaft Scharfe mbH & Co. KG.
C. Plath KG, en canvi, es va convertir en LITEF GmbH, que actualment s’anomena Northrop Grumman LITEF GmbH. Degut a aquesta història d'origen i als nombrosos noms similars, PLATH GmbH sovint es considera erròniament com el successor de C. Plath KG i s'associa amb brúixoles i altres dispositius de navegació. Un dels consellers delegats de C. Plath GmbH va ser el senyor Pfaff, que va dirigir l'empresa del 1989 al 1997. Pfaff, juntament amb el coronel a. D. Grabau va escriure algunes de les obres literàries bàsiques de reconeixement per ràdio. Aquests encara s’utilitzen avui en l'entrenament de les tropes EloKa de les Forces Armades alemanyes i formen part del treball estàndard d’un explorador.

## Divisions de productes
PLATH GmbH es va fer conèixer principalment per la fabricació de cercadors visuals de direcció de ràdio per a la navegació i la ubicació dels vaixells en cas d'emergència. En els moments en què no hi havia GPS, aquests dispositius eren de la màxima importància per determinar la posició en el transport marítim. Als anys 50 i 60, PLATH GmbH, juntament amb Telefunken / DEBEG, que al seu torn feia servir components de PLATH, van dominar la tecnologia de cerca de direcció. Aquest domini al mercat fins i tot va arribar tan lluny que va ampliar la recerca de direcció per ràdio al cercador de direcció visual de doble canal SFP7000.
- Sistemes d’intel·ligència de la comunicació
- Sistemes de rodaments i localització
- Sistemes d’avaluació

## Productes
- Antenes
- Receptors de ràdio
- Ràdio-cercadors de direcció
- Compressors de dades
- Programari d’anàlisi de senyals
- Programari d'avaluació de dades massives
- Programari de control

## Fites tècniques
Entre les innovacions tècniques plantejades per PLATH GmbH cal destacar: el principi de ràdio-localitzador de direcció visual, així com les patents del primer localitzador de direcció visual de doble canal, els mètodes per trobar la direcció i la ubicació dels transmissors en els enllaços de ràdio de salt de freqüència o, més recentment, els mètodes per falsejar la navegació per satèl·lit (spoofing GPS). Des que es va fundar l'empresa el 1954, s'han registrat més de 200 patents.
- 1953 Desenvolupament del primer cercador de direcció de doble canal, llest per fabricació en sèrie, amb aprovació oficial
- 1958 ràdio-cercador de direcció visual modular amb mòduls endollables per a diferents funcions i rangs de freqüència
- 1960 Desenvolupament del primer cercador de direcció de ràdio controlat a distància
- 1971 Lliurament del primer sistema de recerca de direcció automàtic
- 1975 Cercador de direcció de ràdio per a la cerca de direcció de senyals per sota del llindar de soroll
- 1976 Posada en funcionament del primer sistema de ràdio-reconeixement automàtic
- 1982 Realització del mètode de localització del núvol de punts en temps real
- 1988Sistema DF d’ona curta controlable remotament per a les forces armades alemanyes
- 1988 Primer cercador de direcció de ràdio de banda ampla al món
- 1988 sistema de cerca de direcció automàtic per a sistemes VTS
- 1989 Prototip del primer cercador de direcció de banda ampla basat en el mètode Watson-Watt
- 1996 Patent de falsejament GPS (spoofing GPS)
- 1997 Introducció del compressor de dades
- 1999 Fundació de PROCITEC i entrada a l'anàlisi de paquets de senyals
- 2003 sistema de reconeixement de telecomunicacions completament automàtic per a la banda d'ona curta (HF)
- 2009 Cercador de direcció d'interferometria de 7 canals de banda ampla per a VHF / UHF
- 2012 Primer sistema ICM independent del sensor del
- Primera línia de productes de 2013 per a una cobertura completa de RF
- 2014 primera fusió automàtica de dades independent del sensor
- 2015 Primera avaluació de dades de paquets digitals completament automàtica

## Galeria d'imatges

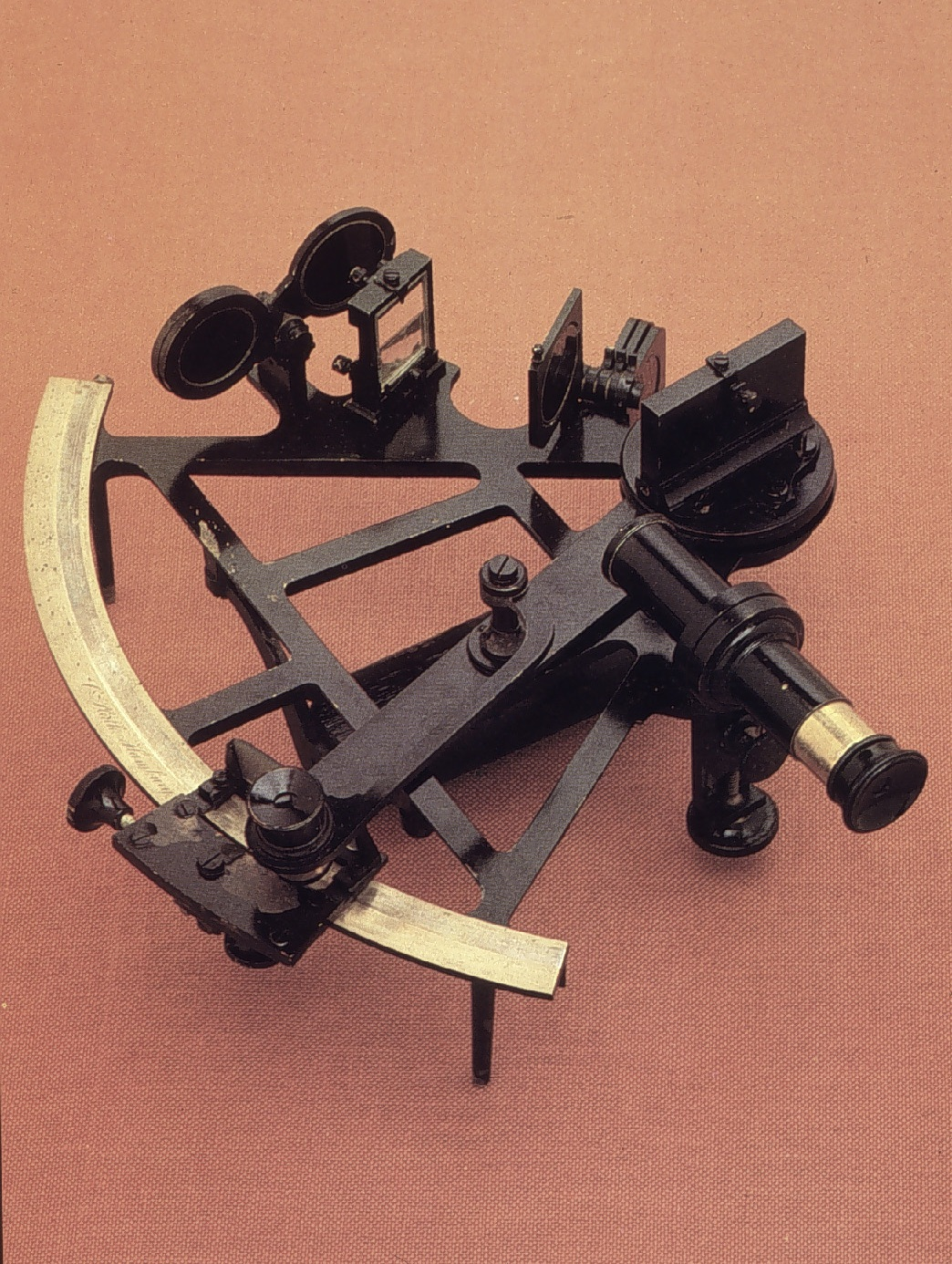
Sextant (cap al 1890)
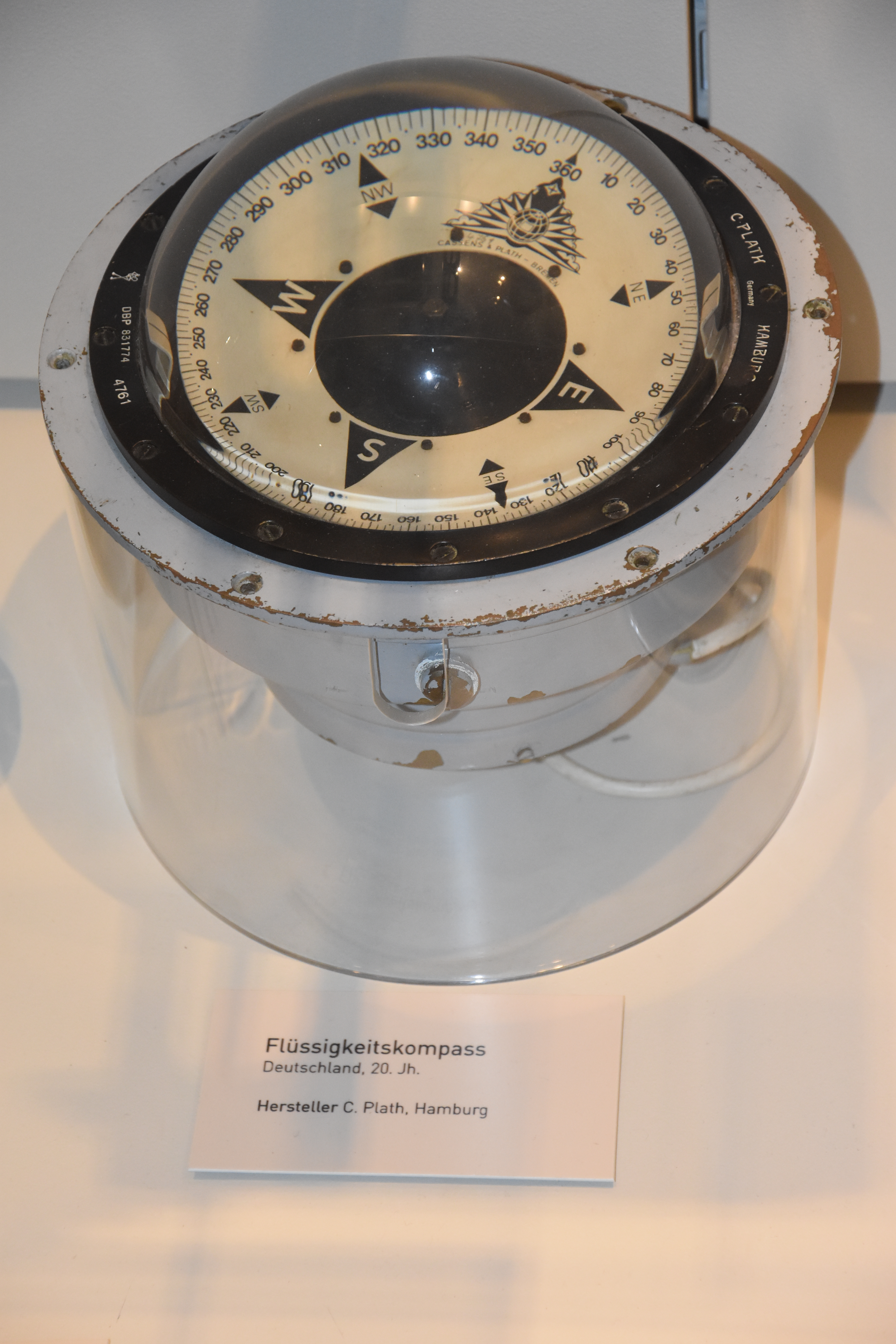
Brúixola
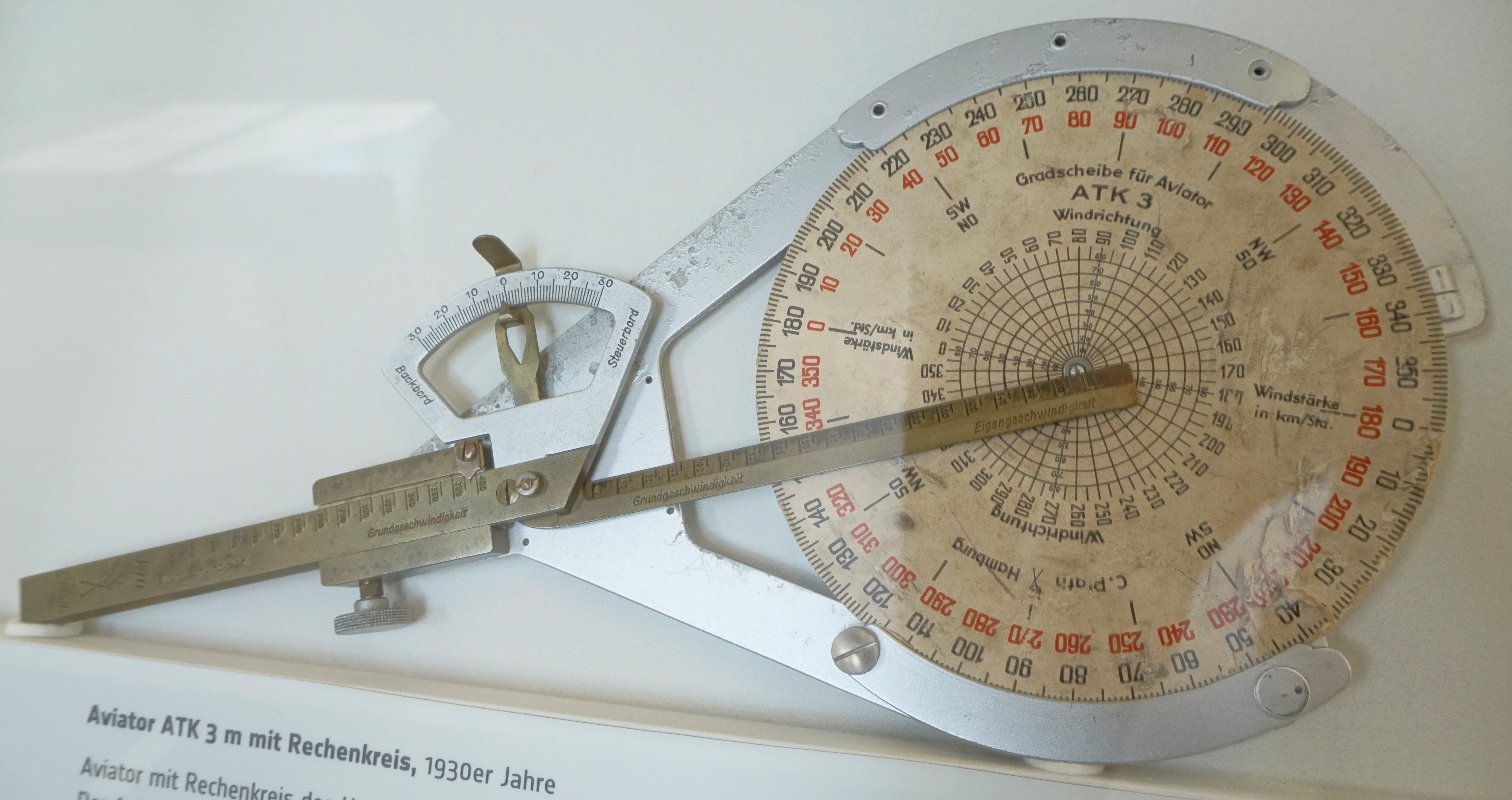
Aviator ATK3 + cercle computador (1930)
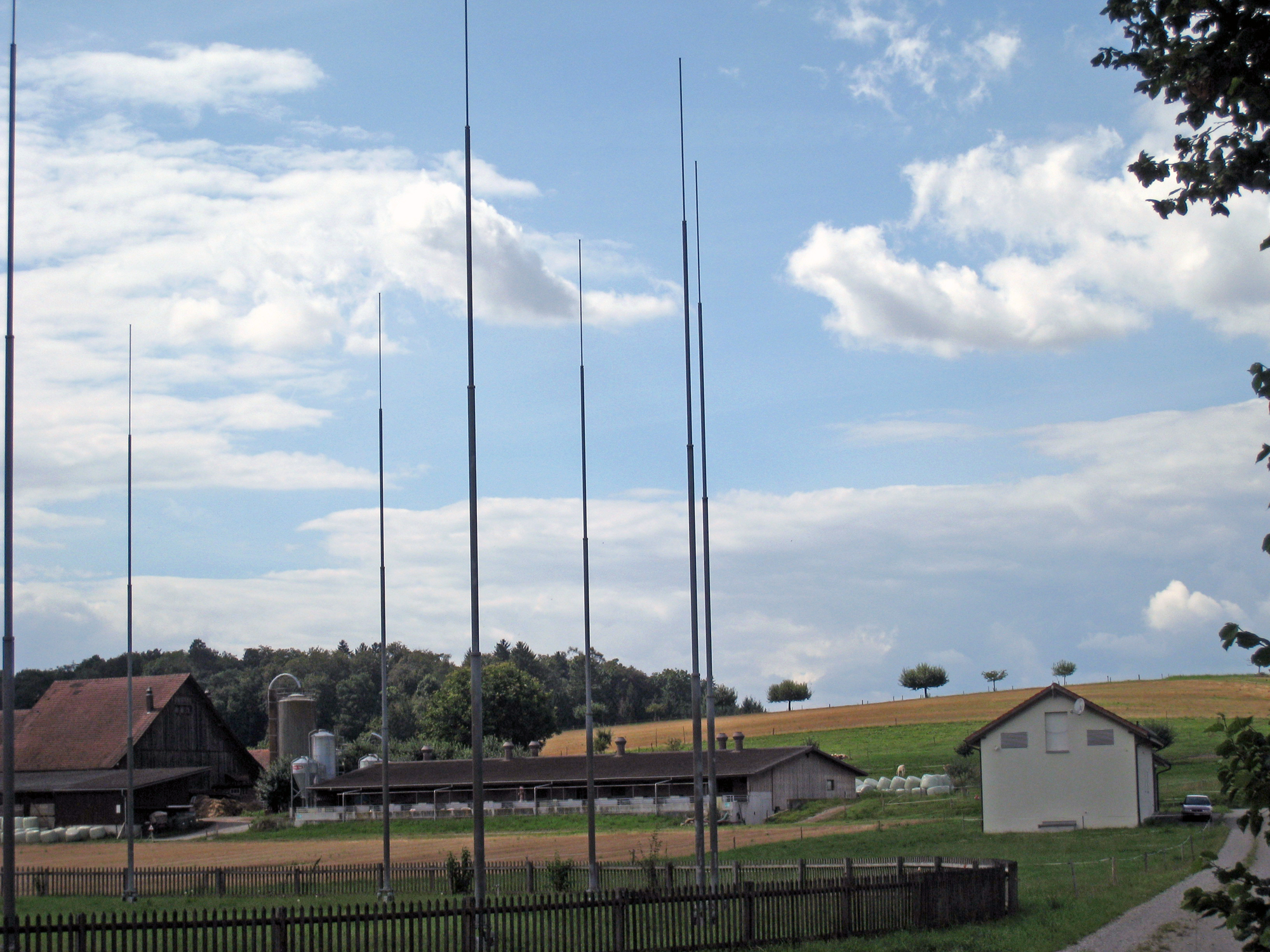
Antena Adcock